# ديفيد رين (لاعب كرة قدم)
ديفيد رين (بالإنجليزية: David Raine)‏ هو لاعب كرة قدم بريطاني في مركز ظهير، ولد في 28 مارس 1937 في دارلينغتون في المملكة المتحدة. لعب مع بورت فايل وكولتشستر يونايتد ونادي بيرتن ألبيون ونادي دونكاستر روفرز.